# Style przywiązania się u dzieci
Uzasadnienie: opisuje ten sam aspekt
Styl przywiązania się – termin w psychologii rozwoju człowieka, odnoszący się do różnych typów wczesnej więzi między dzieckiem a matką (lub innym stałym opiekunem – np. ojcem).

## Style przywiązywania się
Obserwacje spontanicznych kontaktów między dzieckiem i matką wykazały, że istnieją trzy podstawowe style przywiązywania się:

### Styl przywiązywania się oparty na poczuciu bezpieczeństwa
Dziecko ufa matce i czuje się przy niej bezpiecznie. Wierzy, że matka jest dostępna, wrażliwa i gotowa do ofiarowania wsparcia czy opieki. Dzięki takiej relacji dziecko buduje przekonanie o własnej wartości i zasługiwaniu na miłość. Jednocześnie z dużym poczuciem pewności eksploruje otoczenie, jest ciekawe nowych zjawisk i angażuje się w relacje społeczne. Umożliwia to dziecku uczenie się wielu prospołecznych zachowań, daje odwagę do podejmowania ryzyka, poszukiwania i akceptowania intymności w relacjach z drugim człowiekiem. Taki styl przywiązania cechuje ok. 2/3 dzieci.
Te dzieci jako osoby dorosłe mają największą zdolność tworzenia trwałych, dających satysfakcję relacji interpersonalnych. Potrafią szczerze zwierzać się w bliskich relacjach, w stresie zwracają się do partnera o pomoc. Cechuje ich ufność w stosunku do ludzi oraz pozytywne emocje w relacji z partnerem lub partnerką. Swoich rodziców opisują jako troskliwych, uczuciowych, sprawiedliwych i szczęśliwych w małżeństwie. Bez problemu tolerują bycie zależnym od innych, jak i uzależnienie od siebie. Nie martwią się tym, że zostaną opuszczeni lub że ktoś się do nich za bardzo zbliży.

### Styl nerwowo-ambiwalentny
Określany też jako lękowo-ambiwalentny, charakteryzuje ok. 1/5 dzieci. Dziecko nie jest pewne tego, czy matka pospieszy z pomocą i pocieszeniem. W związku z tym stale upewnia się o jej obecności, odczuwa silny lęk przed rozstaniem, gwałtownie protestuje na samą możliwość rozstania. Jednocześnie sprzeciwia się próbom uspokojenia przez osoby trzecie. Jednak po powrocie matki okazują gniew i opór wobec niej, równocześnie jednak sygnalizując potrzebę kontaktu. Takie dzieci stosunkowo dużo płaczą i mniej interesują się otoczeniem.
Jako dorośli ludzie te osoby są przekonane, że inni z oporami zbliżają się do nich na tyle, na ile by chcieli. Często martwią się o to, czy są kochani naprawdę i czy ich związek jest trwały. Jednocześnie żywią lęk o to, że ich pragnienie całkowitego zespolenia się z partnerem może go odstraszyć. Mają skłonność do krańcowej namiętności, która nosi cechy obsesji, miłości od pierwszego wejrzenia i huśtawki emocjonalnej. Są bardzo zazdrosne i przekonane, że partner ich nie docenia (a także, że są niedoceniane przez inne ważne osoby – np. współpracowników). Mają skłonność do opisywania swoich rodziców jako inwazyjnych.

### Unikający styl przywiązania
Taki styl przywiązania cechuje ok. 1/5 dzieci. Dziecko ma poczucie odrzucenia przez matkę. Jest karane za próby nawiązania z nią bliskiego kontaktu fizycznego. W związku z tym uczy się unikać jej i ignoruje ją. Dochodzi do zaprzeczenia (mechanizm obronny) potrzebie więzi z nią i nieufności w stosunku do matki. Towarzyszą temu przeważnie zaburzenia takie jak: zaburzenia łaknienia, wycofanie z kontaktów społecznych, choroba sieroca.
Jako dorosłe osoby czują się skrępowane bliskością innych ludzi, stają się wtedy nerwowe. W dorosłych związkach mają skłonność do unikania intymności, poczucia frustracji, nudy. Nie ufają partnerowi. Zaprzeczają potrzebie więzi, mają silną skłonność do przelotnych związków seksualnych i nadmiernego koncentrowania się np. na pracy zawodowej. Swoich rodziców wspominają jako wymagających, krytycznych i pozbawionych troskliwości.

### Styl dezorganizowany
Współcześni badacze dodają jeszcze jeden styl przywiązania się, styl dezorganizowany. Dzieci z tym stylem przywiązania nie mogły przed jego wyłonieniem być jednoznacznie przypisane do innego. Obserwowany jest u dzieci doświadczających ze strony rodziców przemocy fizycznej lub psychicznej. W obliczu zagrożenia nie są w stanie podjąć spójnych działań przeciwstawiających się mu. Rodzice dzieci o tym stylu przywiązania mieli na zmianę wykazywać bezradność i wrogość, długotrwale zaniedbując lub krzywdząc potomstwo czy nie będąc w stanie rozwiązać własnych problemów wynikłych z doznanych krzywd. Dziecko traktuje takiego rodzica jednocześnie jako źródło zagrożenia i źródło bezpieczeństwa. Wykazuje się niespójnymi, przerywanymi zachowaniami i stereotypiami, dezorganizacją, nieporadnością, lękliwością, pobudzeniem, rozregulowaniem emocji. Otrzymuje sprzeczne impulsy, jednocześnie pragnąc zbliżyć się do rodzica, jak i unikać go. W wieku późniejszym przejawia mocną potrzebę kontroli otoczenia, wynikającą być może z zachwianego poczucia bezpieczeństwa i przedwczesnego przejęcia odpowiedzialności za siebie i rodzinę. Ten typ przywiązania w największym stopniu predysponuje do poważnych zaburzeń.

## Badania naukowe
Badania na dorosłych osobach i badania podłużne pokazały, że u 70% dorosłych ludzi (dwudziestojednolatków) styl nawiązywania relacji z dorosłym partnerem jest taki sam, jak styl nawiązywania relacji z matką we wczesnym dzieciństwie (w wieku 12 miesięcy), pod warunkiem, że w ciągu owych 20 lat nie miało miejsca żadne ważniejsze wydarzenie takie jak śmierć rodzica, rozwód lub przemoc w rodzinie. W takich przypadkach stabilność stylu przywiązania pojawiała się u 44% badanych.